# Dodge City
Pour les articles homonymes, voir Dodge (homonymie).
Dodge City est une ville située dans le comté de Ford au Kansas, aux États-Unis. La ville est célèbre dans la culture américaine pour son histoire de ville frontalière du Far West.

## Géographie
D'après le recensement de 2020, la population est de 27 788 habitants. Sa superficie est de 32,9 km2. La ville se trouve dans la région des Grandes Plaines à une altitude de 760 mètres et s'est développée sur la rive gauche de la rivière Arkansas.

## Histoire

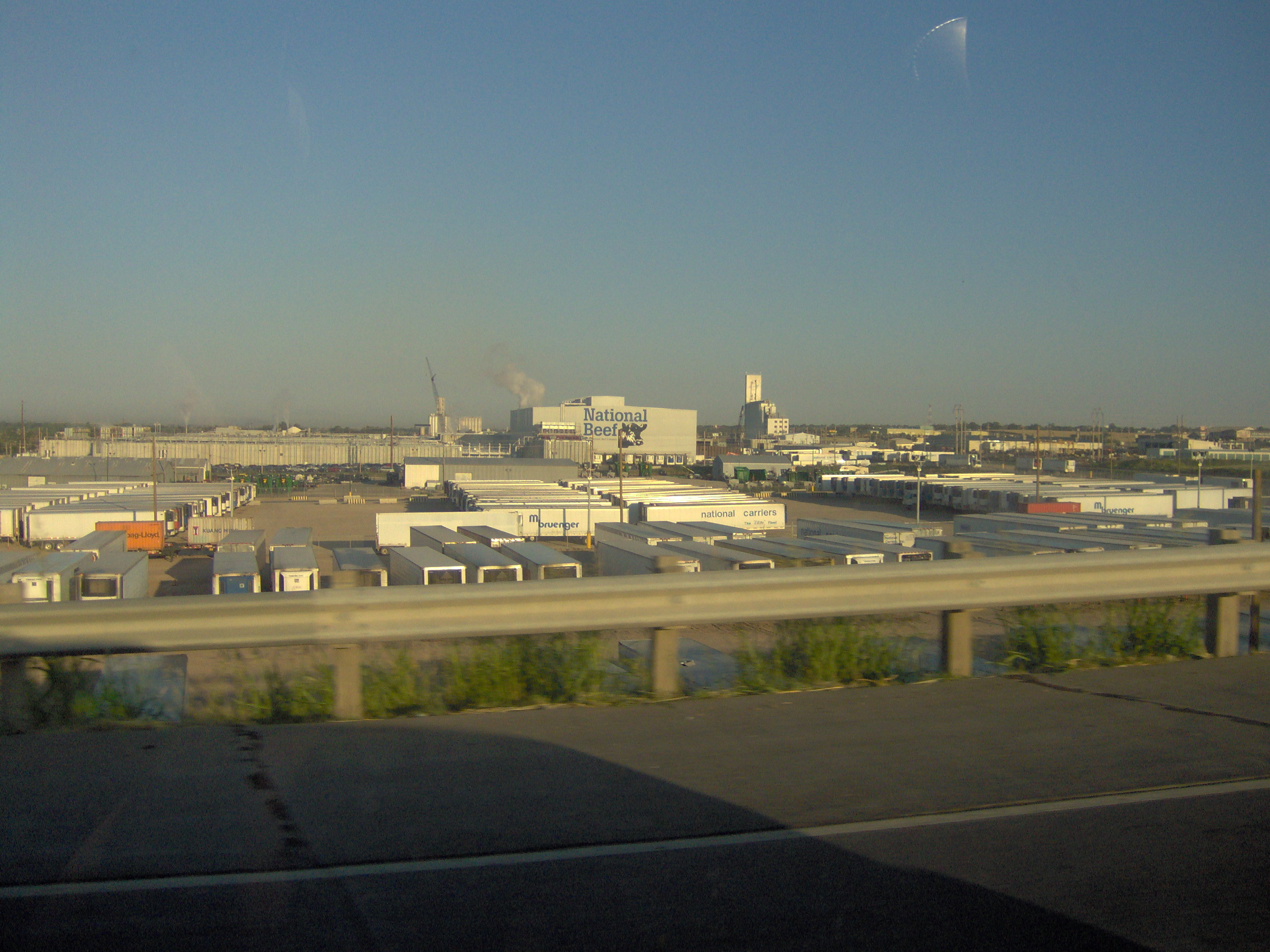
Abattoir de Dodge City

Ancienne « cattle town », la ville était située sur l'une des routes de transhumance, par laquelle les cow-boys convoyaient de très grands troupeaux de bovins depuis les ranchs du Texas jusqu'aux gares qui acheminaient les bêtes aux abattoirs des grandes villes.

## Démographie
| Groupe            | Dodge City | Kansas | États-Unis |
| ----------------- | ---------- | ------ | ---------- |
| Blancs            | 72,5       | 83,8   | 72,4       |
| Autres            | 19,3       | 3,9    | 6,2        |
| Métis             | 2,9        | 3,0    | 2,9        |
| Afro-Américains   | 2,5        | 5,9    | 12,6       |
| Asiatiques        | 1,6        | 2,4    | 4,8        |
| Amérindiens       | 1,1        | 1,0    | 0,9        |
| Océaniens         | 0,2        | 0,1    | 0,2        |
| Total             | 100        | 100    | 100        |
|                   |            |        |            |
| Latino-Américains | 57,5       | 10,5   | 17,37      |

Selon l'American Community Survey, pour la période 2011-2015, 52,43 % de la population âgée de plus de 5 ans déclare parler l'espagnol à la maison, 44,66 % déclare parler l'anglais, 0,64 % le vietnamien, 0,52 % une langue africaine, 0,52 % une langue chinoise et 1,23 % une autre langue.

## Personnalités
C'est la ville natale de l'acteur et réalisateur Dennis Hopper.
Wyatt Earp y servit comme Marshal avant de s'installer à Tombstone.